# Bruno-Philibert Audier-Massillon
Bruno-Philibert Audier-Massillon (nacido el 1 de julio de 1746 en Aix-en-Provence y fallecido el 29 de septiembre de 1822 en Aix -en-Provence), fue un magistrado y político francés del siglo XVIII y del siglo XIX.

## Biografía
Audier-Massillon era Teniente-General del bailiazgo de Aix-en-Provence cuando fue elegido por este bailiazgo diputado del tercer estado a los Estados Generales del 7 de abril de 1789.